# Shae-Lynn Bourne
Shae-Lynn Bourne (Chatham-Kent, 24 gennaio 1976) è un'ex danzatrice su ghiaccio e coreografa canadese.
Ha vinto una medaglia d'oro (2003), una d'argento (2002) e quattro di bronzo (dal 1996 al 1999) al Campionato del mondo, tre medaglie d'oro (1999, 2001 e 2003) al Campionato dei Quattro continenti e due d'oro e una d'argento alla Finale del Grand Prix.

## Biografia
Bourne ha iniziato a pattinare seguendo le orme di suo fratello maggiore. Inizialmente si è dedicata alle coppie, ma le numerose cadute, e i numerosi colpi subiti alla testa, l’hanno spinta a passare alla danza su ghiaccio. Nel 2001 ha iniziato a pattinare con Victor Kraatz, insieme al quale ha formato una coppia capace nel quale l’aspetto atletico era enfatizzato rispetto al tradizionale stile di ballo da sala.  Sono stati loro i primi pattinatori a eseguire un hydroblade nella danza su ghiaccio. 
I pattinatori hanno vinto quattro medaglie di bronzo consecutive al Campionato del mondo fra il 1996 e il 1999. Un intervento al ginocchio subito da Bourne li ha costretti a rinunciare a partecipare al Campionato dei Quattro continenti e al Campionato del mondo nel 2000. Nello stesso periodo hanno cambiato allenatori, passando da Natalia Dubova e Uschi Keszler a Tat'jana Tarasova e Nikolai Morozov.
Nel 2003 i pattinatori hanno vinto il Campionato del mondo. Poco dopo sono passati al professionismo.  La coppia è stata ammessa nella Hall of Fame canadese nel gennaio del 2007. 
In seguito al ritiro di Kraatz anche dal circuito professionistico, Bourne ha proseguito la carriera negli show come danzatrice solista, e ha iniziato una nuova carriera come coreografa. 
Nell’agosto del 2005 Bourne si è sposata con il suo ex allenatore, Morozov. La coppia ha divorziato nel 2007. Nel 2012 Bourne ha sposato in seconde nozze il fotografo, videografo e musicista Bohdan Turok. La coppia ha avuto un figlio, Kai, nel 2012.  Nel 2019 la famiglia si è trasferita da Toronto a Charleston.

## Coreografia

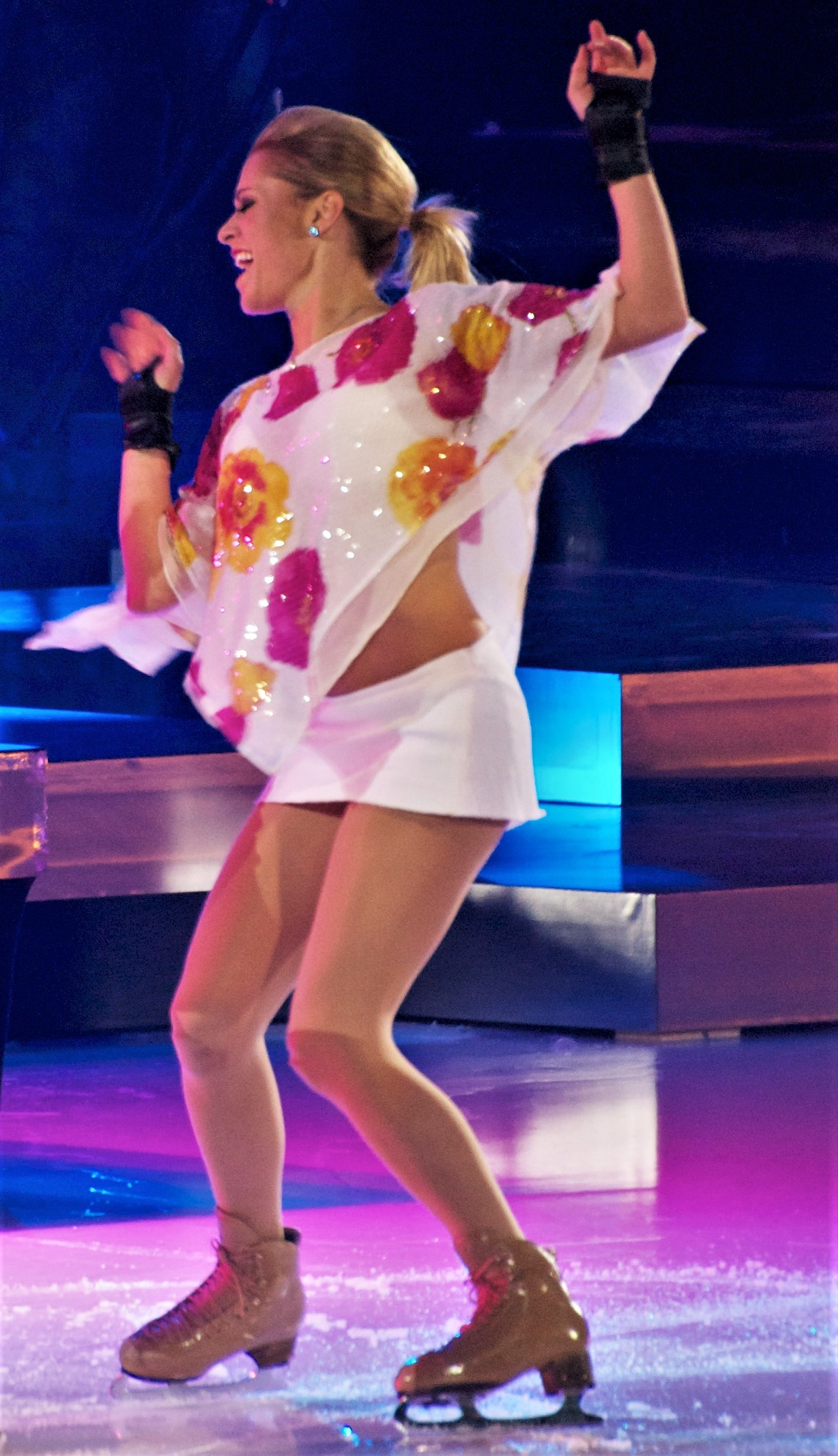
Shae-Lynn Bourne in uno show nel 2010.

Bourne è rimasta legata al mondo delle gare. Ha allenato la coppia composta da Kaitlyn Weaver / Andrew Poje, ma il suo principale ruolo è quello di coreografa. In questa veste ha vinto due volte (2020 e 2023) gli ISU Skating Award come miglior coreografa.
Fra gli atleti per cui ha realizzato coreografie vi sono:
•	 Jeremy Abbott 
•	 Miki Andō
•	 Shizuka Arakawa 
•	 Mariah Bell
•	 Michal Březina 
•	 Jun-hwan Cha 
•	 Nathan Chen
•	 Yuzuru Hanyū
•	 Wakaba Higuchi 
•	 Rika Hongō
•	 Vanessa James / Morgan Ciprès
•    Boyang Jin
•	 Yuma Kagiyama
•	 Rika Kihira
•	 Kiira Korpi 
•	 Alëna Kostornaja 
•    Hae-in Lee
•	 Ilia Malinin 
•	 Evgenija Medvedeva
•    Kao Miura
•    Riku Miura / Ryuichi Kihara
•	 Kaetlyn Osmond
•	 Elena Radionova
•	 Kevin Reynolds 
•    Matteo Rizzo
•	 Joannie Rochette 
•	 Kaori Sakamoto
•	 Alexa Scimeca Knierim / Brandon Frazier
•	 Akiko Suzuki
•	 Daisuke Takahashi 
•	 Qing Pang / Jian Tong 
•	 Denis Ten 
•	 Elizaveta Tuktamyševa 
•	 Shōma Uno
•	 Deniss Vasiljevs
•	 Ashley Wagner 
•	 You Young 
•	 Vincent Zhou 
Bourne è anche molto attiva negli show su ghiaccio. Negli anni si è esibita nello show televisivo di CBC Battles of the Blades e dal vivo in Blades on Stage, Stars on Ice, Champions on Ice, Art on Ice e Yuzuru Hanyu Notte stellata. Nell'edizione del 2025 di quest'ultimo show ha anche ideato la coreografia della parte eseguita sul ghiaccio nel Bolero da Yuzuru Hanyu, Takahito Mura, Satoko Miyahara, Akiko Suzuki, Keiji Tanaka e lei stessa, mentre l'attore Mansai Nomura si esibiva su un palco posto in centro alla pista, in una fisione di pattinaggio e teatro kyogen.

## Palmarès
Con Victor Kraatz
GP: Gare comprese nel circuito Champion Series dalla stagione 1995-96, rinominato Grand Prix dalla stagione 1998-99
| Internazionali                    | Internazionali | Internazionali | Internazionali | Internazionali | Internazionali | Internazionali | Internazionali | Internazionali | Internazionali | Internazionali | Internazionali |
| Evento                            | 92–93          | 93–94          | 94–95          | 95–96          | 96–97          | 97–98          | 98–99          | 99–00          | 00–01          | 01–02          | 02–03          |
| --------------------------------- | -------------- | -------------- | -------------- | -------------- | -------------- | -------------- | -------------- | -------------- | -------------- | -------------- | -------------- |
| Giochi olimpici invernali         |                | 10°            |                |                |                | 4°             |                |                |                | 4°             |                |
| Campionati mondiali               | 14°            | 6°             | 4°             | 3°             | 3°             | 3°             | 3°             |                | 4°             | 2°             | 1°             |
| Campionati dei Quattro continenti |                |                |                |                |                |                | 1°             |                | 1°             |                | 1°             |
| GP Finale                         |                |                |                | 4°             | 1°             | 2°             |                | 5°             |                | 1°             |                |
| GP Cup of Russia                  |                |                |                |                |                |                |                | 2°             |                |                |                |
| GP Lalique                        |                |                |                |                |                |                |                |                |                | 2°             |                |
| GP Nations/Spark.                 |                | 5°             |                |                | 2°             |                | 2°             | 1°             | 3°             |                |                |
| GP NHK Trophy                     |                |                |                | 2°             |                | 2°             |                |                |                |                |                |
| GP Skate America                  |                |                |                |                |                |                |                |                | 3°             |                |                |
| GP Skate Canada                   | 6°             | 3°             | 1°             | 1°             | 1°             | 1°             | 1°             |                |                | 1°             |                |
| Nebelhorn Trophy                  | 1°             |                |                |                |                |                |                |                |                |                |                |
| Nazionali                         |                |                |                |                |                |                |                |                |                |                |                |
| Campionati canadesi               | 1°             | 1°             | 1°             | 1°             | 1°             | 1°             | 1°             |                | 1°             | 1°             | 1°             |